# Campomanesia rhombea
Campomanesia rhombea är en myrtenväxtart som beskrevs av Otto Karl Berg. Campomanesia rhombea ingår i släktet Campomanesia och familjen myrtenväxter. Inga underarter finns listade i Catalogue of Life.